# آرتور پمبلتون
آرتور پمبلتون (انگلیسی: Arthur Pembleton؛ 25 January 1895 – ۱۹۷۶ (۸۰−۸۱ سال)) بازیکن فوتبال بود.